# 漢城周報
漢城周報（かんじょうしゅうほう）は、1886年1月25日に創刊された朝鮮の週刊の新聞である。

## 概要
1884年12月に廃刊になった『漢城旬報』の後継紙にあたる。『漢城旬報』と同じく、政府の機関である博文局が発行し、日本の井上角五郎も編集や発行に関わっていた。22.5×16.5cmの大きさで、16面または18面あった。
『漢城旬報』は、全て漢文で書かれていたが、『漢城周報』は、漢文、国漢文（通常の漢字ハングル交じり文とは別で、日本の漢字訓読文を元に、井上が提案し、それを元に朝鮮人儒学者が創造したもの）、ハングルだけの文の3種類が使われた。朝鮮の新聞でハングルが採用された初めてのものである。
1886年2月22日の紙面にドイツの商社である世昌洋行（Edward Meyer & Co.）の広告が掲載されたが、これが朝鮮最初の近代的商業広告となった。
赤字財政のため博文局が1888年7月7日閉鎖されると同時に廃刊となった。

## 発行に至る経緯
『漢城旬報』の編集責任者として関わっていた井上角五郎は甲申政変に介入して失敗したことで、金玉均、朴泳孝らとともに日本へ帰り、『漢城旬報』を発行していた「博文局」も焼かれたため、朝鮮での新聞発行は中断することとなった。
しかし井上は政変の事後処理のための井上馨と朝鮮政府との交渉の仲介役として、すぐに朝鮮へ戻ることになった。この際に井上は朝鮮国王宛てにハングル使用の新新聞を発行する要望書を金允植へ提出した。金允植はこの要望書に姜韓が案出した漢字・ハングル混合文の写しを添えて高宗に提出したところ、1885年5月12日、新聞復刊の許可が出された。
「博文局」の総裁に金允植が任命され、井上も博文局主任として留任する形となった。1885年6月、金允植は新聞再刊のために新たな印刷機と、ハングルを使用する新聞となったためにハングル活字の購入を井上に依頼し、井上は日本へ一時帰国をし、印刷機とハングル活字を購入した。このハングル活字は『漢城旬報』発行の際にハングルの採用を求めていた福澤諭吉が築地の活版所で造らせておいたものを井上が買い受け、不足していた活字を新たに鋳造させたものであった。1885年11月、井上はすべてを揃えて漢城へ戻り、翌1886年1月25日、『漢城周報』第1号が発行されるに至った。 
姜韓をはじめとする朝鮮側と福沢諭吉、井上角五郎ら日本側の努力により、ハングル使用の新聞発行が実現できたと評する韓国言論史の崔俊などの見解がある一方で、福沢・井上ら日本側の侵略性を指摘する韓国の研究者も存在している。